# Bruno Duday
Bruno Duday (* 14. März 1880 in Sieradz, Kongresspolen, Russisches Kaiserreich; † 31. Januar 1946 in Berlin) war ein deutscher Filmproduzent.

## Leben und Wirken
Duday besuchte seit Ende der 1890er Jahre die Militärakademie in Königsberg und begann 1899 eine Offizierkarriere. Duday war Kriegsteilnehmer im Ersten Weltkrieg und stieg bis 1919 in den Rang eines Majors in einem Ulanenregiment auf.
Der nunmehr Arbeitslose versuchte sich danach in kaufmännischen Berufen, unter anderem bei einer Bank in Regensburg. Er knüpfte Kontakte zur Filmindustrie und begann 1930 als Produktionsleiter für die UFA zu arbeiten. In dieser Funktion war er bis 1939 an zahlreichen UFA-Produktionen beteiligt, darunter waren auch Prestigeprojekte wie z. B. Zu neuen Ufern mit Zarah Leander. Zu den NS-konformen Propagandafilmen zählen auch Ein Mann will nach Deutschland, Menschen ohne Vaterland und Am seidenen Faden.
1939 schied er auf eigenen Wunsch aus der UFA aus und wurde im Zweiten Weltkrieg wieder Offizier. Ab 1940 war er Kommandant der Kriegsgefangenenlager Lübben (Spreewald) und Friesack, zuletzt als Oberstleutnant. Mit einer Schmalfilmkamera drehte er einen Lager-Spielfilm, bei dem die französischen Kriegsgefangenen als Schauspieler mitwirkten.
In der Schlussphase des Krieges trat Duday noch einmal ohne weitere Folgen in die Dienste der UFA. Nach seiner Internierung starb er infolge der schlechten Haftbedingungen in Berlin-Tegel. Er war in dritter Ehe mit der ungarischen Schauspielerin Maria von Tasnady verheiratet. Seine Tochter war die Übersetzerin Eva von Wildemann-Duday (1933–2023).
Seine Grabstätte befindet sich auf dem Südwestkirchhof Stahnsdorf.

## Filmografie
- 1930: Abschied
- 1930: Rosenmontag

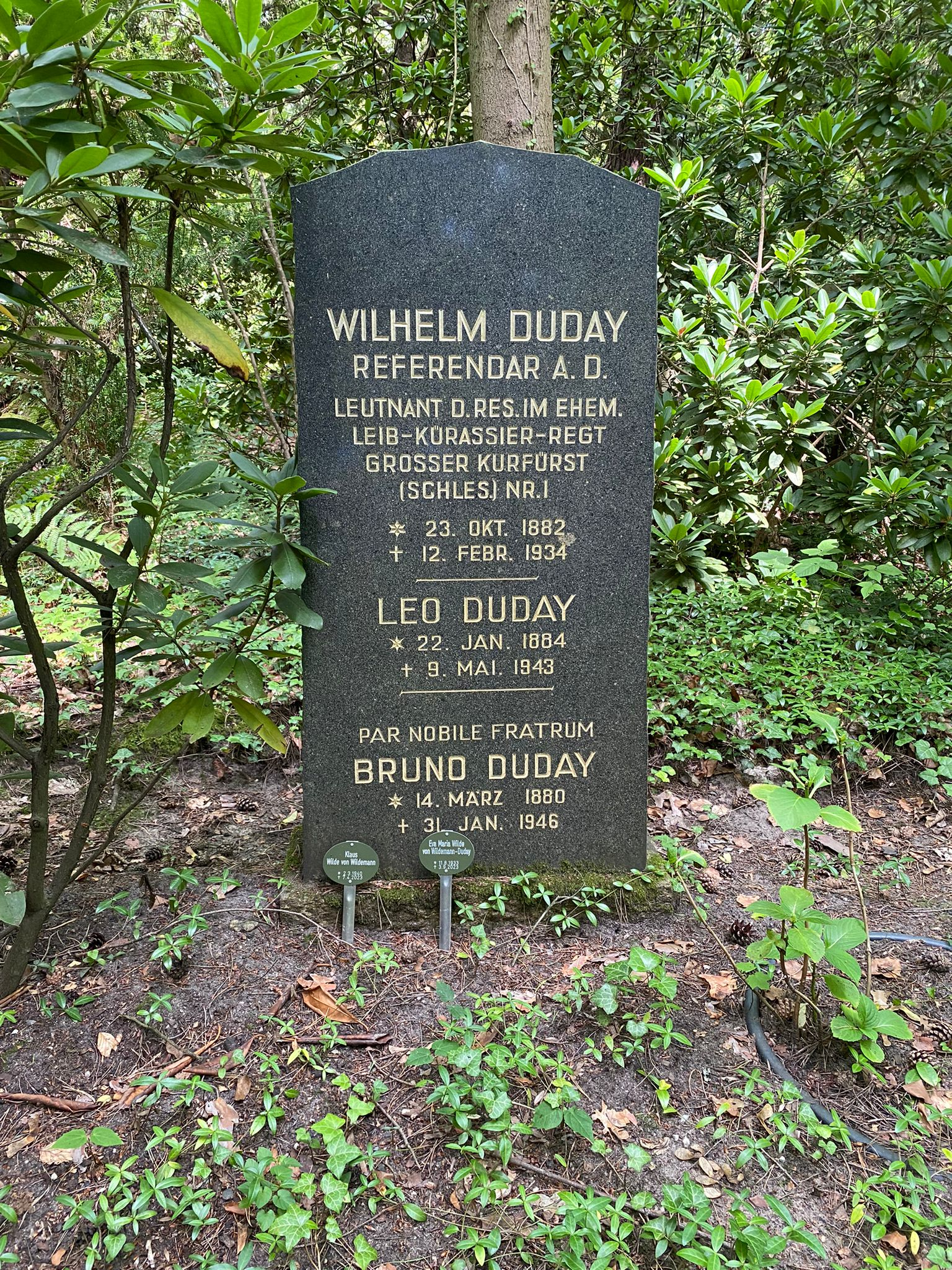
Grabstätte auf dem Südwestkirchhof Stahnsdorf

- 1931: Kabarett-Programm (sechs Teile)
- 1931: Das verlorene Paradies
- 1931: Der falsche Ehemann
- 1931: Meine Frau, die Hochstaplerin
- 1931: Das Ekel
- 1931: Dann schon lieber Lebertran (Kurzfilm)
- 1932: Es wird schon wieder besser
- 1932: Der schwarze Husar
- 1932: Stupéfiants
- 1932: Ein toller Einfall
- 1932: Der schwarze Husar
- 1932: Der weiße Dämon
- 1933: Lachende Erben
- 1933: Ein gewisser Herr Gran
- 1933: Inge und die Millionen
- 1934: Einmal eine große Dame sein
- 1934: Die Freundin eines großen Mannes
- 1934: Ein Mann will nach Deutschland
- 1935: Einer zuviel an Bord
- 1935: Der Zigeunerbaron
- 1935: Frischer Wind aus Kanada
- 1935: Das Mädchen Johanna
- 1935: Der höhere Befehl
- 1936: Schlußakkord
- 1936: Das Hofkonzert
- 1937: Zu neuen Ufern
- 1937: Menschen ohne Vaterland
- 1938: Am seidenen Faden
- 1938: Der Blaufuchs
- 1938/50: Preußische Liebesgeschichte
- 1939: Die Geliebte
- 1939: Heimatland